# Dan Payne
Daniel Boyd "Dan" Payne (ur. 4 sierpnia 1972 w Victorii) – kanadyjski aktor filmowy i telewizyjny. Absolwent Uniwersytetu Calgary w Albercie.

## Kariera
Wsławił się jako aktor telewizyjny. Wcielał się w postać jednego z żołnierzy w popularnym serialu sci-fi Gwiezdne wrota (Stargate SG-1, 2002–2005), zagrał epizod w telewizyjnej ekranizacji Królowej Śniegu (Snow Queen, 2002). Wystąpił następnie jako Nathan Davidson, skryty homoseksualista, w dramacie o tematyce LGBT pt. Mulligans. Druga szansa (Mulligans, 2008); udział w tym filmie przyniósł mu w roku 2009 nominację do nagrody Leo w kategorii najlepsza rola męska w filmie dramatycznym. Pojawił się na drugim planie w thrillerze Zacka Snydera Watchmen: Strażnicy (Watchmen, 2009), a w 2012 roku na ekrany kin ma wejść horror Dom w głębi lasu (The Cabin in the Wood) w reżyserii Drew Goddarda, w którym Payne zagrał również drugoplanową postać Mathew Bucknera.

## Filmografia
- Dom w głębi lasu (The Cabin in the Woods, 2012) jako Mathew Buckner
- Prepped (2010) jako trener
- Zlecenie na śmierć (Icarus, 2010) jako Dave
- Blood: Butcher's Block (2009) jako Viktor Revik (gra komputerowa)
- Smile of April (2009) jako Adrian
- Charlie (2009) jako Sally
- Under the Hood (2009) jako Dollar Bill
- Battlestar Galactica (2009) jako Sean Ellison (serial TV)
- Blood: A Butcher's Tale (2009) jako Victor
- Ruslan (Driven to Kill, 2009) jako Sergei
- Watchmen: Strażnicy (Watchmen, 2009) jako Dollar Bill
- Mulligans. Druga szansa (Mulligans, 2008) jako Nathan Davidson
- Tajemne życie drugich żon (The Secret Lives of Second Wives, 2008) jako Alex
- The Auburn Hills Breakdown (2008) jako Dan
- John Tucker musi odejść (John Tucker Must Die, 2006) jako Skip
- Alice, I Think (2006) jako John MacLeod (serial TV)
- LovecraCked! The Movie (2006) jako Mark
- Whistler (2006) jako Colin (serial TV)
- Truth (2005) jako Rick Moore
- Pryor Offenses (2004) jako Randall
- Gwiezdne wrota: Atlantyda (Stargate: Atlantis, 2004–2008) jako różne postacie (serial TV)
- Słowo na L (The L Word, 2004) jako policjant (serial TV)
- Trup jak ja (Death Like Me, 2004) jako Walter (serial TV)
- Another Country (2003) jako gliniarz #2
- Gwiezdne wrota (Stargate SG-1, 2002–2005) jako żołnierz Anubisa (serial TV)
- Gwiazdka Muppetów (It's a Very Merry Muppet Christmas Movie, 2002) jako przystojny mężczyzna
- Królowa Śniegu (Snow Queen, 2002) jako Książę
- Cover Story (2002) jako policjant
- W świecie mitów (MythQuest, 2001) jako Osiris (serial TV)
- Następcy (2015) jako Król Bestia